# Richard Romanowsky
Pour les articles homonymes, voir Romanowski.
Richard Franz Georg Romanowsky (né le 21 avril 1883 à Vienne, mort le 22 juillet 1968 à Steyr) est un acteur autrichien.

## Biographie
Richard Romanowsky est le fils de Johann Romanowsky, fonctionnaire des chemins de fer, et de son épouse Henriette Hofmeister. Sa tante est la chanteuse d'opéra Anna Sachse-Hofmeister (de). Il travaille d'abord comme serrurier et sculpteur sur bois. Après des cours de théâtre, il est engagé en 1905 au Deutschen Volkstheater de Vienne, à Czernowitz, en 1906 au théâtre de Znojmo, puis à Linz, Graz et en 1912 au Deutscher Theater de Prague. Il joue à partir d'octobre 1924 à Vienne et à partir de 1925 à Berlin sur diverses scènes, notamment au Deutsches Theater. Dans les années 1930, il retourne à Vienne, où il est engagé par Max Reinhardt au Theater in der Josefstadt et est membre de l'ensemble en 1925-1926 et 1930-1931. En 1944, Romanowsky figure sur la Gottbegnadeten-Liste du ministère de l'Éducation du peuple et de la Propagande du Reich.
Comme au théâtre, Romanowsky est surtout utilisé comme personnage comique au cinéma. Il incarne à plusieurs reprises des personnages marginaux que la maladresse d'un côté et la mise en scène exagérée de l'autre rendent amusants. Il quitte Vienne en 1925 pour Prague où il jouait à partir de 1922, notamment au Neues Deutsches Theater et à la Kleine Bühne.
Richard Romanowsky épouse en 1912 Gabriele Antonia Maria Scheiter (1877-1967).
Romanowsky vit souvent au Kurhotel Landessanatorium à Bad Hall, où il est victime d'un accident le 15 juillet 1968, à la suite duquel il meurt une semaine plus tard à l'hôpital de Steyr. Sa dernière demeure, ainsi que celle de son épouse Gabriele, se trouve au cimetière des urnes de Tabor à Steyr.

## Filmographie
- 1931 : Deux dans une voiture
- 1933 : Glück im Schloß
- 1934 : Abenteuer im Südexpress
- 1934 : Abschiedswalzer
- 1935 : Winternachtstraum
- 1935 : Mach' mich glücklich
- 1935 : Der Ammenkönig
- 1936 : Confetti (de)
- 1936 : Die Nacht mit dem Kaiser
- 1937 : Fremdenheim Filoda
- 1937 : Le Charme de la Bohème (de)
- 1937 : Kein Wort von Liebe
- 1937 : Liebling der Matrosen
- 1938 : Aventure à Varsovie (de)
- 1938 : Dir gehört mein Herz
- 1939 : Marionette
- 1939 : Das Abenteuer geht weiter
- 1939 : Effeuillons la marguerite
- 1940 : Casanova heiratet
- 1940 : Seitensprünge
- 1940 : Der liebe Augustin
- 1942 : Die heimliche Gräfin
- 1943 : Le Masque bleu (de)
- 1943 : Les femmes ne sont pas des anges
- 1943 : Carnaval d'amour
- 1943 : Romantische Brautfahrt
- 1947 : Das singende Haus
- 1947 : Umwege zu dir
- 1947 : Singende Engel (de)
- 1949 : Wie ein Dieb in der Nacht
- 1952 : Saison à Salzbourg (de)
- 1952 : L'Histoire passionnante d'une star
- 1953 : Praterherzen (de)
- 1953 : Der Feldherrnhügel (de)
- 1953 : Mon cœur t'appartient (de)
- 1955 : Les Yeux bleus (de)
- 1956 : Le Joyeux Pèlerinage
- 1956 : Wenn Poldi ins Manöver zieht
- 1956 : Fuhrmann Henschel
- 1956 : Salzburger Geschichten
- 1957 : Sept Années de poisse (de)
- 1957 : Vacances au Tyrol (de)
- 1957 : Vienne, ville de mes rêves
- 1958 : Man müßte nochmal zwanzig sein
- 1958 : La Maison des trois jeunes filles
- 1961 : Saison in Salzburg